# Francis Lieber

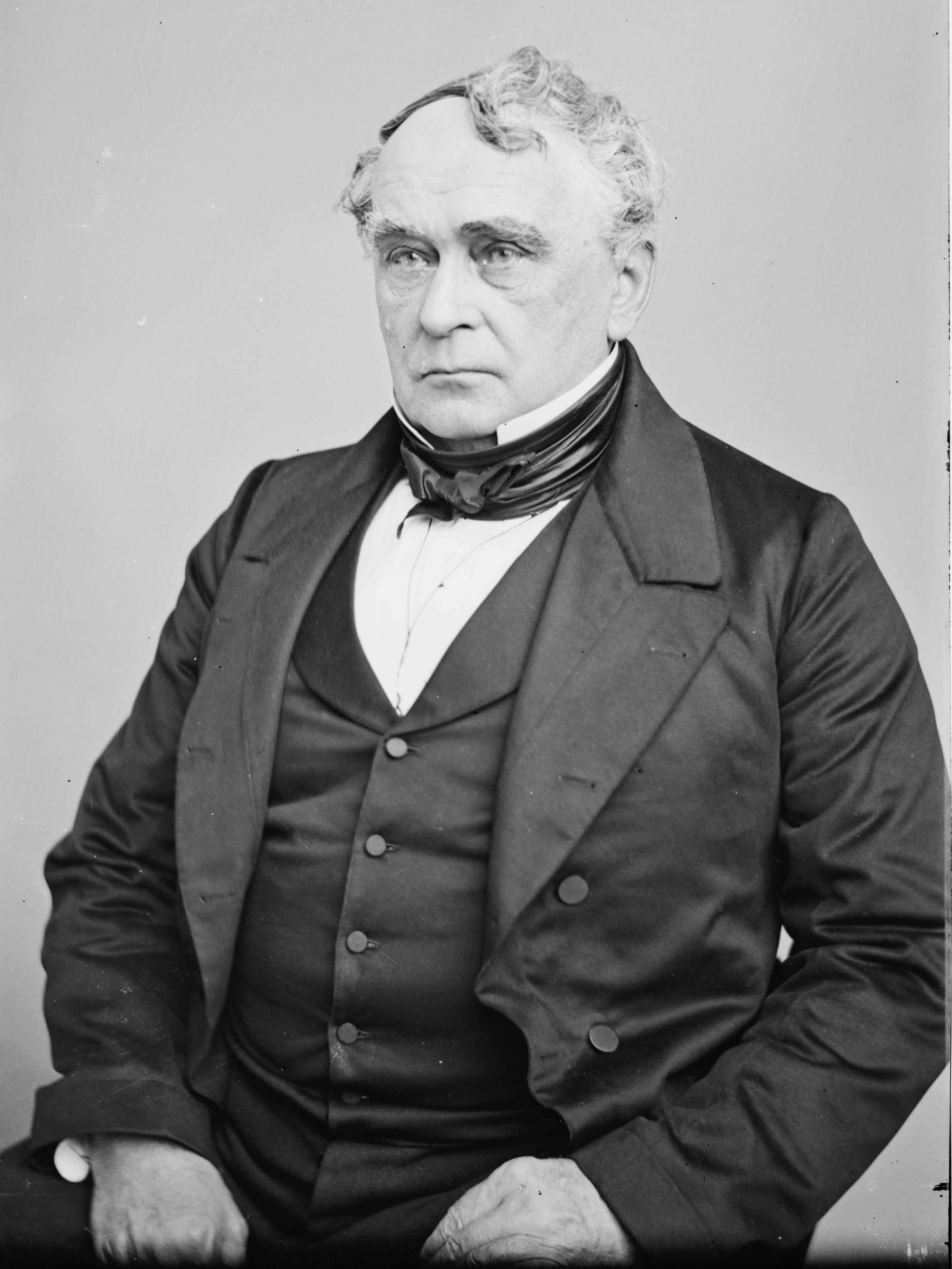
Francis Lieber, zwischen 1855 und 1865

Francis Lieber (* 18. März 1800 in Berlin; † 2. Oktober 1872 in New York), ursprünglich Franz Lieber, war ein deutsch-amerikanischer Jurist, Publizist und Rechts- und Staatsphilosoph. 
Basierend auf einer Übersetzung des Brockhaus-Konversationslexikons schuf er die Encyclopedia Americana, die erste bedeutende Enzyklopädie in den USA. Er wurde darüber hinaus bekannt durch die Erstellung des Lieber Codes, einer Vorschrift zur Kriegsführung, die durch einen Erlass des damaligen US-Präsidenten Abraham Lincoln für die Truppen der Nordstaaten im Amerikanischen Bürgerkrieg von 1861 bis 1865 bindend war. Der Lieber Code war in der Rechts- und in der Militärgeschichte das erste schriftlich fixierte Regelwerk mit Vorgaben zu Methoden der Kriegsführung und hatte Auswirkungen auf die spätere Entwicklung des Kriegsvölkerrechts. Francis Lieber gilt als einer der herausragendsten amerikanischen Juristen seiner Zeit und als einer der Wegbereiter der Politikwissenschaft und der Soziologie in den Vereinigten Staaten.

## Leben

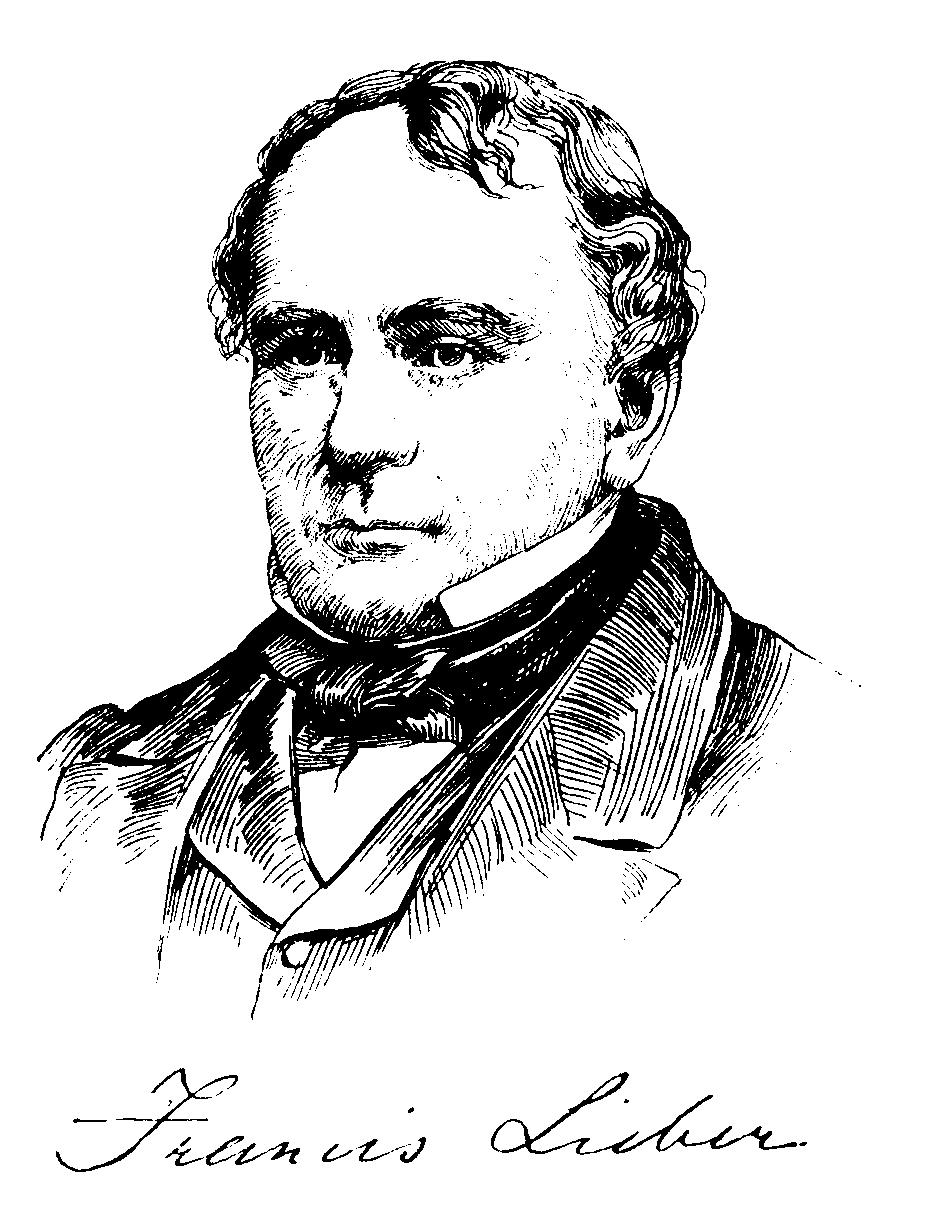
Undatierte Zeichnung aus Appletons’ Cyclopædia of American Biography

Francis Lieber wurde  1800 in Berlin als zehntes von zwölf Kindern in eine jüdische Händlerfamilie geboren (Eduard Lieber war ein Bruder). Er war verwandt mit dem bedeutenden  Althistoriker Barthold Georg Niebuhr.
Francis Lieber wurde hinsichtlich seiner politischen Ansichten geprägt durch den Einmarsch französischer Truppen in seine Heimatstadt, den er 1806 im Alter von sechs Jahren miterlebte. Aufgrund dessen war er später ein Verfechter patriotischer Ansichten und maß den Idealen der Freiheit und Unabhängigkeit große Bedeutung bei. Während seines Studiums wurde er 1818 Mitglied der Alten Berliner Burschenschaft.
Während der Befreiungskriege trat er 1815 als Freiwilliger in das Regiment Kolberg ein und ließ sich zum Militärarzt ausbilden. Er nahm an den Schlachten von Ligny sowie Waterloo teil und wurde am 20. Juni 1815 beim Sturm auf Namur schwer verwundet.
Nach seiner Rückkehr aus dem Krieg 1816 sympathisierte er mit den Ideen von Friedrich Ludwig Jahn und sah sich deshalb der Verfolgung durch staatliche Behörden ausgesetzt. 1819 saß er wegen „Demagogie“ vier Monate in Haft. Es war ihm daher nicht möglich, an einer preußischen Universität zu studieren. Er ging stattdessen nach Jena und studierte an der dortigen Universität, wo er promovierte. 1820 konnte er seine Studien an der Universität Halle fortsetzen. Weil er sich auch dort „fortwährend polizeilichen Belästigungen ausgesetzt“ sah, zog er nach Dresden. Im Herbst 1821 schiffte sich Lieber in Marseille als Philhellene nach Griechenland ein.
Während der Griechischen Revolution kämpfte er auf Seiten der Griechen gegen die Türken. Nach seiner Rückkehr 1824 nach Deutschland, erneuter Verfolgung und zweifacher Inhaftierung floh er 1826 nach England. Ein Jahr später wanderte er nach Boston aus. Im Jahr 1829 begründete er in Philadelphia die Encyclopedia Americana und wirkte bis 1833 als deren Herausgeber. Dieses aus 13 Bänden bestehende Werk basierte auf der 7. Auflage des Brockhaus-Konversationslexikons und gilt als die erste bedeutende amerikanische Enzyklopädie. Zu seiner mit der Herausgabe des Werkes verbundenen Intention schrieb er:

„Indem ich dem Publikum dieses Werk in englischer Sprache vorlege, mache ich auf meine Absicht aufmerksam, dasselbe durch solche Veränderungen und Zusätze wie sie die Eigenthümlichkeit des Landes fordert, dem amerikanischen Leser so anziehend und nützlich zu machen als das Original den Deutschen geworden ist, und ich habe mich der Hoffnung hingegeben, daß eine amerikanische Encyklopädie nicht blos dem Namen nach, sondern als ein umfassendes Repositorium des Unterrichts und der Belehrung – sowohl in Beziehung auf Amerika, als auf die verschiedenen Zweige des Wissens überhaupt, ihren besonderen Werth haben werde, bei jener großen europäischen Nation, deren Sprache und Literatur ihren Nachkommen in den vereinigten Staaten gemeinschaftlich ist.“

Aus dem deutschen Lexikon nicht in seine Encyclopedia Americana aufgenommen hatte er alle Artikel, „die sich auf Wappenkunde und Adel beziehen: Dinge, die freilich in dem freien Amerika keine andere Theilnahme erregen können als die allenfalls der Neugierde, zu wissen, wie es in den [sic!] mit veralteten Institutionen überladenen Europa in mancher Hinsicht wunderlich genug aussieht.“
1830 wurde Lieber in die American Academy of Arts and Sciences gewählt. 1835 wurde er Professor für Geschichte und politische Ökonomie am South Carolina College, der heutigen Universität von South Carolina. Der Titel seiner Antrittsrede lautete On history and political economy, as necessary branches of superior education in free states. Er blieb dort bis 1856 und verfasste eine Reihe von Schriften und Büchern zu Frage der politischen Ethik, der Eigentumsrechte und des demokratischen Staatswesens, unter anderem „A Manual of Political Ethics“ und „Legal and Political Hermeneuties, or Principles of Interpretation and Construction in Law and Politics“, „Laws of Property: Essays on Property and Labor“ und „On Civil Liberty and Self-Government“. Er wurde aufgrund seiner darauf aufbauenden Reputation 1844 vom preußischen König rehabilitiert und wirkte auf dessen Einladung hin ein Jahr lang als Berater des Königs, bevor er nach South Carolina zurückkehrte.
Anlässlich der europäischen Hungersnot 1844–1849 organisierte er in Columbia (South Carolina) eine musikalische Soirée für die Notleidenden in Deutschland und sandte den Erlös von 578 US-Dollar an seine deutschen Verwandten in Züllichau, damit diese das Geld an Bedürftige weitergeben sollten: „Von der so reichen Spende sind 500 Thlr. dem unglücklichen Städtchen Geyer im Erzgebirge überwiesen  worden, und das Uebrige mit ungefähr 300 Thlrn. ist den hart Bedrängten in Oberschlesien zugedacht.“
Von 1856 bis 1865 war er Professor für Geschichte und politische Ökonomie am Columbia College, der heutigen Columbia University, wo er ab 1858 die Juristische Fakultät aufbaute. An dieser hatte er von 1860 bis zu seinem Tod den eigens für ihn eingerichteten Lehrstuhl für Geschichte und Staatswissenschaft inne.
Trotz seiner persönlichen Bindungen zum Süden der Vereinigten Staaten aufgrund seines langjährigen Lebens in South Carolina stellte Lieber sich während des Bürgerkrieges auf die Seite der Nordstaaten. Sein Sohn Oscar Montgomery (1830–1862) trat hingegen in die Konföderierten-Armee ein und starb am 27. Juni 1862 in Richmond aufgrund von Verletzungen, die er sich in der Schlacht von Williamsburg zugezogen hatte. Seine Söhne Hamilton (1835–1876) und Guido Norman (1837–1923) dienten in den Truppen der Nordstaaten. Während des Krieges wirkte Lieber als Berater von Präsident Lincoln und des Kriegsministeriums der Vereinigten Staaten. Im Rahmen dieser Tätigkeit verfasste er den Lieber Code, der am 24. April 1863 von Lincoln unterzeichnet wurde. Nach dem Ende des Bürgerkrieges erhielt er den Auftrag, die Aufzeichnungen und Akten der Regierung der Konföderierten Staaten von Amerika zu sammeln und zu archivieren. Von 1870 bis zu seinem Tod im Jahr 1872 in New York wirkte er als diplomatischer Unterhändler (u. a. als Mitglied des Schiedsgerichtes) in Verhandlungen zwischen den USA und Mexiko.

„Wir können von den Ereignissen der Woche nicht scheiden, ohne des dieser Tage bekannt gewordenen Ablebens des deutsch-amerikanischen Publicisten und Juristen Dr. Franz Lieber zu gedenken. Er war gleich Mill einer der Repräsentanten jener wahren Freisinnigkeit, welche aus der Erhabenheit der Gesinnung über die gemeinen Triebfedern des menschlichen Zusammenlebens und aus der unerschütterlichen Herzensüberzeugung von dem stetigen Fortschreiten unseres Geschlechtes strömt. Von diesem Geiste sind alle seine literarischen Productionen durchweht und dieser Geist wird ihnen hoffentlich ein Gedächtniß über die vorüber gehenden Zeitkämpfe hinaus, durch welche sie angeregt wurden, sichern.“

## Erinnerung

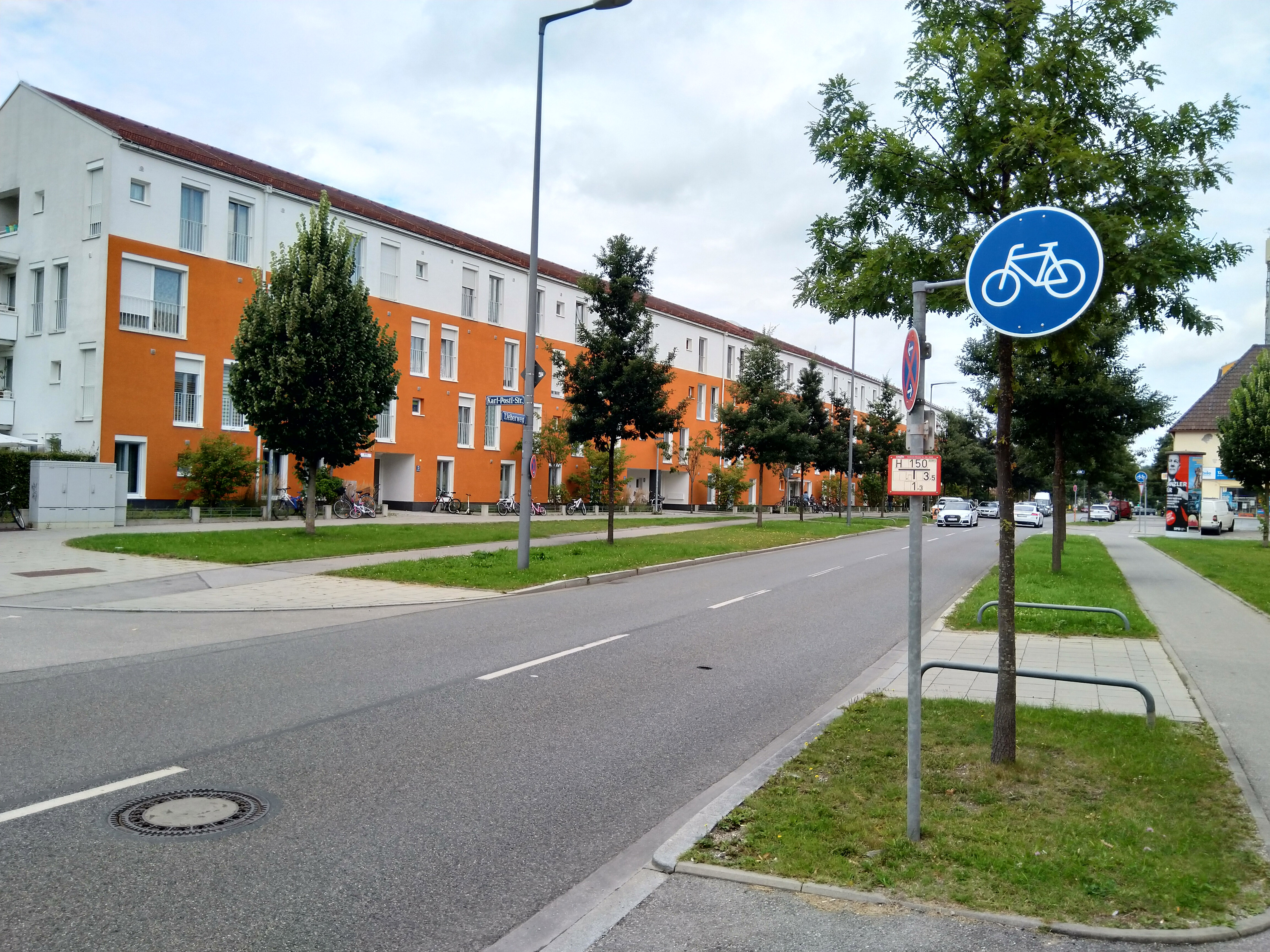
Lieberweg in München

Am 5. September 1945 wurde im Zuge der Entnazifizierung die Wilhelm-Gustloff-Straße in München in Gedenken an Francis Lieber in Lieberweg umbenannt.

## Werke (Auswahl)
- Tagebuch meines Aufenthalts in Griechenland während der Monate Januar, Februar, und März, im Jahr 1822. Brockhaus, Leipzig 1823.[12]
- Die Gerichtshöfe der Vereinigten Staaten von Nordamerika, besonders das Oberbundesgericht. Cotta’sche Verlagsbuchhandlung, München / Stuttgart / Tübingen 1829.[13]
- The stranger in America; comprising sketches of the manners, society and national peculiarities of the United states, in a series of letters to a friend in Europe. Zwei Bände. London 1833–1835[14]
- Reminiscences of an Intercourse with George Berhold Niebuhr, the Historian of Rome. London 1835.[15]
  - dt. Ausgabe: Erinnerungen aus meinem Zusammenleben mit Georg Berthold Niebuhr, dem Geschichtsschreiber Roms. Winter, Heidelberg 1837 Digitalisat
- A Manual of Political Ethics; designed chiefly for the Use of Colleges and Students at Law. Zwei Bände. Boston 1838–1839
- Legal and Political Hermeneuties, or Principles of Interpretation and Construction in Law and Politics. Boston 1838
- Laws of Property: Essays on Property and Labor, as connected with Natural Law and the Constitution of Society. New York 1842
- Ueber Hinrichtungen auf offenem Felde, oder über Extramuran- und Intramuran-Hinrichtungen. In: Kritische Zeitschrift für Rechtswissenschaft und Gesetzgebung des Auslandes, Jahrgang 1845, S. 4–30 (online bei ANNO).
- A Lecture on the Origin and Development of the First Constituents of Civilization. Morgan, Columbia 1845.[16]
- Ueber die Unabhängigkeit der Justiz, oder die Freiheit des Rechtes in England und den Vereinigten Staaten, in einem Briefe aus Amerika. Heidelberg 1848.[17]
- Englische und französische Freiheit. In: Kritische Zeitschrift für Rechtswissenschaft und Gesetzgebung des Auslandes, Jahrgang 1849, S. 286–303 (online bei ANNO).
- On Civil Liberty and Self-Government. Zwei Bände. Philadelphia 1853[18]
- The Unanimity of Juries. New York 1867